# Domenico Giambonini
Domenico Giambonini (n. 11 noiembrie 1868, Lugano, Cantonul Ticino, Elveția – d. 8 august 1956, Bellinzona, Cantonul Ticino, Elveția) a fost un trăgător de tir ce a reprezentat Elveția, medaliat olimpic. A participat la o ediție a Jocurilor Olimpice (1920) în care a câștigat o medalie de bronz.

## Participări
Lista de mai jos prezintă principalele competiții la care a participat Domenico Giambonini de-a lungul carierei.
- shooting at the 1920 Summer Olympics – men's 30 metre team military pistol[*]